# Cenophengus bruneus
Cenophengus bruneus är en skalbaggsart som beskrevs av Wittmer 1976. Cenophengus bruneus ingår i släktet Cenophengus och familjen Phengodidae. Inga underarter finns listade i Catalogue of Life.